# Йозеф Арпад Австрійський
Ерцгерцог Йозеф Арпад Бенедикт Фердинанд Франц Марія Габріель, також відомий як Йожеф Арпад Габсубрг-Лотаринський (нім. Joseph Árpád Benedikt Ferdinand Franz Maria Gabriel; угор. Habsburg-Lotaringiai József Árpád; 8 лютого 1933, Будапешт — 30 квітня 2017, Мадрид) — угорський аристократ, представник Габсбург-Лотаринзького дому, 4-й генерал-капітан Ордена Витязя (1977—2017).

## Біографія
Старший син ерцгерцога Йозефа Франца Австрійського (1895—1957) і принцеси Анни Саксонської (1903—1976). Молодші брати — ерцгерцоги Іштван, Геза і Міхель. Правнук ерцгерцогині Гізели Австрійської.
Закінчив Лісабонський університет, де здобув ступінь з економіки.

## Сім'я
25 серпня 1956 року ерцгерцог Йосип Австрійський одружився з принцесою Марією фон Левенштайн-Вертгайм-Розенберг (6 листопада 1935), старшою дочкою Карла, 8-го князя Левенштайн-Вертгайм-Розенберга (1904—1990), і Кароліни деї Конті Рігнон (1904—1975). Церковна церемонія відбулася 12 вересня 1956 року в Вертгаймі.
Подружжя мало 8 дітей (5 синів і 3 дочки):
- Ерцгерцог Йозеф Карл (7 серпня 1957 — 8 серпня 1957)
- Ерцгерцогиня Моніка Ілона (14 вересня 1958); в 1996 році одружилася з Шарлем-Анрі де Рамбуром (23 квітня 1968)
- Ерцгерцог Йозеф Карл (18 березня 1960); в 1990 році одружився з принцесою Маргаритою фон Гогенберг (19 червня 1963)
- Ерцгерцогиня Марія Крістіна (1 вересня 1961); в 1988 році одружилася з Раймондом Віллемом ван дер Майді (22 червня 1959)
- Ерцгерцог Андреас-Августінус (29 квітня 1963); в 1994 році одружився з графинею Марією-Крістіною фон Гацфельдт-Донгофф (18 грудня 1968)
- Ерцгерцогиня Александра Лідія (29 червня 1965); в 1999 році одружилася з Вільгельмом Анаклетусом де Вітом (6 листопада 1965)
- Ерцгерцог Ніколаус (27 листопада 1973), в 2002 році одружився з Євгенією де Калоньє Гурреа (24 квітня 1973)
- Ерцгерцог Йоганн (21 травня 1975); в 2009 році одружився з Марією Габріелою Монтенегро Вільямісар (1978)

## Нагороди
- Орден Золотого руна
- Орден Витязя
- Орден Заслуг (Угорщина), командорський хрест